# Język mirandyjski
Język mirandyjski (lhéngua mirandesa) – język romański blisko spokrewniony z asturyjskim, używany i oficjalnie uznany za język regionalny lub mniejszościowy w północno-wschodniej Portugalii. Posługuje się nim około 15 tys. osób na obszarze 484 km². Są to mieszkańcy portugalskiego miasta Miranda do Douro i okolic. Mirandyjski nie ma statusu języka urzędowego, jednakże jest on nauczany w szkołach regionu Miranda do Douro.